# Isle of Ely

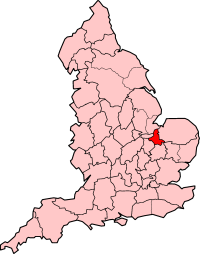
Położenie hrabstwa Isle of Ely (1889–1965) w Anglii

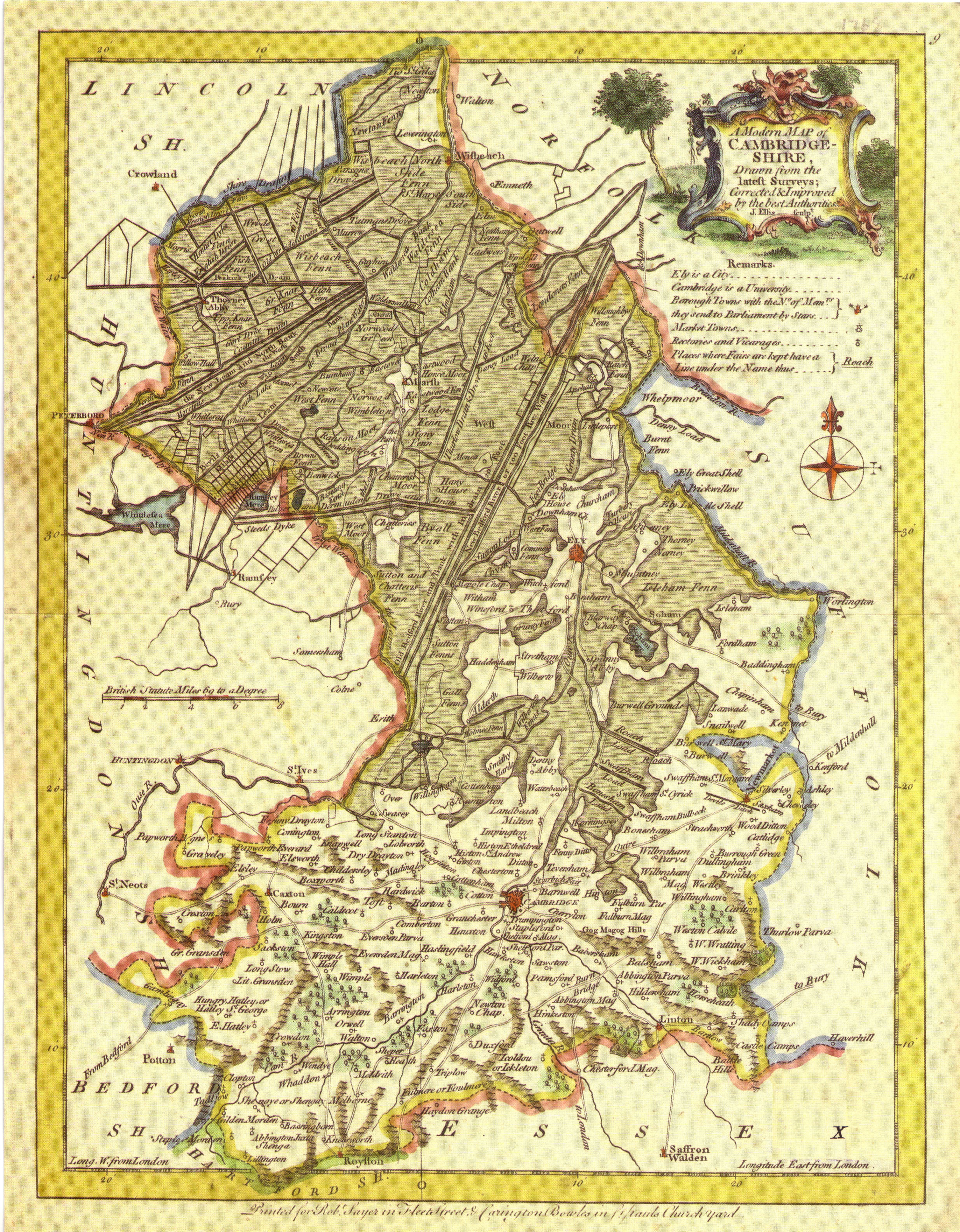
Mapa hrabstwa Cambridgeshire z 1648 roku z widoczną w środkowej części krainą Isle of Ely

Isle of Ely – kraina geograficzno-historyczna we wschodniej Anglii, na terenie hrabstwa Cambridgeshire. Kraina obejmuje niskie wzniesienie (do ok. 40 m n.p.m.) o długości około 11 km i szerokości 6 km, otoczone przez depresyjną równinę The Fens. Główną miejscowością na jej terenie jest miasto Ely.
W przeszłości otaczająca krainę równina pokryta była mokradłami, w praktyce czyniąc ten obszar wyspą (stąd nazwa krainy; ang. isle – wyspa). Ze względu na swą niedostępność Isle of Ely stała się siedzibą Herewarda, jednego z głównych przywódców anglosaskiego ruchu oporu przeciw Wilhelmowi Zdobywcy, po inwazji Normanów na Anglię w 1066 roku. W XVII roku równinę zaczęto osuszać, a obecnie wykorzystywana jest ona rolniczo.
W latach 1889–1961 Isle of Ely wraz z sąsiadującymi terenami stanowiła samodzielne hrabstwo, w 1961 roku liczące 971 km² powierzchni oraz 89 180 mieszkańców. Na jego terenie znajdowały się dodatkowo m.in. miasta Chatteris, March, Whittlesey oraz Wisbech.